# Kazuya Ōshima
Kazuya Ōshima (jap. 大嶋和也 Ōshima Kazuya; ur. 30 kwietnia 1987 w Gunma) – japoński kierowca wyścigowy.

## Kariera
Karierę wyścigową Ōshima rozpoczął od Japońskiej Formuły Toyota, w której startował w latach 2004–2005. W roku 2006 zadebiutował w Japońskiej Formule 3. Rok później stał się jej mistrzem. Po tym sukcesie, wyjechał do Europy, gdzie ścigał się w europejskim cyklu tej serii. Debiut w niej nie był jednak udany i Japończyk został sklasyfikowany na 19 pozycji, z dorobkiem siedmiu punktów. W sezonie 2009 powrócił do Japonii, gdzie rozpoczął starty w Formule Nippon.